# Бугатти, Джованни Баттиста
Джова́нни Батти́ста Буга́тти (итал. Giovanni Battista Bugatti; 1779, Сенигаллия — 1869, Сенигаллия) по прозвищу Mastro Tittа (искажённое итал. maestro di giustizia, «исполнитель правосудия») был официальным палачом Папской Области в 1796—1865. Ему приписываются казни 516 человек, как правило, происходившие на Пьяцца дель Пополо и у замка Святого Ангела.

## Биография
Первую казнь Бугатти провёл 22 марта 1796. До 1810 года осуждённых казнили через повешение или обезглавливание, с 1816 года Бугатти казнил гильотиной; в отличие от французских образцов, римская гильотина имела прямое, а не скошенное, лезвие. 19 мая 1817 свидетелем казни стал Байрон, описавший её в письмах на родину, а 8 марта 1845 года — Диккенс, опубликовавший описание казни в «Картинах Италии» (1846).
Тело было увезено на телеге, нож тщательно вытерт, помост разобран, и все отвратительные приспособления убраны. Палач — человек, ex officio поставленный вне закона (какая сатира на то, что зовётся возмездием!) и под страхом смерти не смеющий перейти мост св. Ангела, кроме как для исполнения своих обязанностей, — удалился в свою берлогу, и представление было окончено.

Диккенс, «Картины Италии», перевод А. С. Бобовича

Mastro Tittа неоднократно появляется в сонетах римского поэта Джузеппе Белли. Поэт, современник Бугатти, упоминает римский обычай приводить на казнь малых детей, «в назидание», и давать им хорошего шлепка в момент смерти казнённого:

Tutt’a un tempo ar paziente mastro Titta

J’appoggi un carcio in culo, e ttata a mene

Un schiaffone a la guancia de mandritta.

Джузеппе Белли, 29 сентября 1830

### Интересные факты
- Бугатти было запрещено покидать родной квартал Трастевере, кроме как по «служебным делам». Переход палача через мост Святого Ангела сигнализировал римлянам, что казнь состоится немедленно и пора собираться на зрелище у лобного места.
- В возрасте 85 лет Бугатти был отправлен в почётную отставку с ежемесячной пенсией в 30 скуди.
- Свидетели описывали его как набожного человека невысокого роста, крепкого телосложения, всегда хорошо одетого.
- Он был женат, но бездетен. В свободное время семья продавала туристам зонтики (традиционный промысел жителей via degli Ombrellari) и прочие безделушки.
- Заработок Бугатти на государственной службе был фиксирован и не зависел от количества казней. За палачом было закреплено служебное жильё. Непосредственно за казнь Бугатти получал символическое вознаграждение в размере трёх чентезимо (0,03 лиры), что должно было подчёркивать совершение казни во имя правосудия, а не наживы.
- Гильотина в Риме пережила Бугатти на целый год: после последнего применения 9 июля 1870 она была отменена в ходе объединения Италии.
- Личные вещи и орудия Бугатти хранятся в римском Музее криминологии.